# Annual
Annual (àrab: أنوال, Ànwāl; amazic estàndard marroquí: ⴰⵏⵡⴰⵍ, Anwal) és una vila al nord-oest del Marroc, a uns 120 km a l'oest de Melilla.
Prop d'aquesta població s'hi va produir el Batalla d'Annual, durant la Guerra del Marroc o del Rif el 22 de juliol de 1921.